# Aksel Hennie
Aksel Hennie (29 de outubro de 1975) é um ator, cineasta e escritor norueguês.

## Filmografia selecionada
- Bobby's verden(Dub) (1990–1998)
- 1732 Høtten (1998)
- Ulvesommer (2003)
- Jonny Vang (2003)
- Buddy (2003)
- Uno (2004)
- Hawaii, Oslo (2004)
- Den som frykter ulven (2004)
- Terkel i knipe (2005)
- Max Manus (2008)
- En ganske snill mann (2010)
- Age of Heroes (2011)
- Hodejegerne (2011)
- Pionér (2013)
- Hercules (2014)
- The Martian (2015)
- Nobel (2016)